# Лор Сити (Охајо)
Лор Сити (енгл. Lore City) град је у америчкој савезној држави Охајо.

## Демографија
По попису из 2010. године број становника је 325, што је 20 (6,6%) становника више него 2000. године.
| Група             | 2000.       | 2010.       |
| Белци             | 290 (95,1%) | 311 (95,7%) |
| Афроамериканци    | 0 (0,0%)    | 2 (0,6%)    |
| Азијати           | 0 (0,0%)    | 0 (0,0%)    |
| Хиспаноамериканци | 1 (0,3%)    | 8 (2,5%)    |
| Укупно            | 305         | 325         |